# Günther Schäfer (Fußballspieler)
Günther Schäfer (* 9. Juni 1962 in Waiblingen) ist ein ehemaliger deutscher Fußballspieler und -trainer.

## Laufbahn
Schäfer bestritt 373 Bundesligaspiele für den VfB Stuttgart und Arminia Bielefeld und war Co-Trainer beim VfB Stuttgart. Mit 331 Bundesligaspielen für den VfB Stuttgart rangiert Schäfer hinter Karl Allgöwer auf Platz zwei der Stuttgarter Profis mit den meisten Einsätzen.
Seine größten Erfolge sind der zweite Platz beim UEFA-Cup 1989 und der zweite Platz beim DFB-Pokal 1986 sowie die deutsche Meisterschaft 1984 und 1992. Alle Erfolge erlangte er mit dem VfB Stuttgart.
Bei den Anhängern des VfB Stuttgart genoss er durch seine große Einsatzbereitschaft, die ihn als „harten“ Verteidiger auszeichnete, hohe Wertschätzung. Unvergessen ist bei den Fans bis heute seine Rettungsaktion, die den Gewinn der deutschen Meisterschaft 1992 ermöglichte: Mittels Fallrückzieher verhinderte er im entscheidenden Spiel gegen Bayer 04 Leverkusen einen möglichen Gegentreffer, obwohl er durch diese Aktion eine schwere Verletzung riskierte.
2015 wurde Schäfer Teammanager beim VfB Stuttgart. Zuvor hatte er die Fußballschule des Bundesligisten geleitet.

### Nationalmannschaft
Günther Schäfer durfte sich Hoffnungen auf die EM 1984 machen. Franz Beckenbauer holte ihn bei seiner Premiere als Teamchef im September 1984 noch mal ins Aufgebot.

## Ehrungen
Schäfer wurde sowohl für seine Leistungen für den VfB Stuttgart als auch für Arminia Bielefeld in die jeweilige Jahrhundertelf aufgenommen.

## Weblink
- Günther Schäfer in der Datenbank von fussballdaten.de